# Leonid Wladimirowitsch Sherwood
Leonid Wladimirowitsch Sherwood (russisch Леонид Владимирович Шервуд; * 16. Apriljul. / 28. April 1871greg. in Moskau; † 23. August 1954 in Leningrad) war ein russischer Bildhauer und Hochschullehrer.

## Leben
Sherwood, jüngster Sohn des Architekten und Bildhauers Wladimir Ossipowitsch Sherwood und jüngerer Bruder der Architekten Sergei Wladimirowitsch Sherwood und Wladimir Wladimirowitsch Sherwood, studierte 1886–1891 an der Moskauer Hochschule für Malerei, Bildhauerei und Architektur Malerei bei Wladimir Jegorowitsch Makowski und Bildhauerei bei Sergei Iwanowitsch Iwanow. Er führte dann das Studium in St. Petersburg an der Kaiserlichen Akademie der Künste im Atelier Wladimir Alexandrowitsch Beklemischews fort, das er 1898 mit der Goldmedaille für seine Skulpturengruppe Der Khan und die Sklavin und einem zweijährigen Auslandsstipendium der Akademie abschloss. Mit dem Stipendium ging er 1899 nach Paris und studierte an der Académie Julian und in den Ateliers von Auguste Rodin und Antoine Bourdelle. Dort begeisterte er sich für das Werk Rodins und Paolo Troubetzkoys.
Nach seiner Rückkehr 1900 nach St. Petersburg gab Sherwood Zeichenunterricht an der Akademie. Sein erstes Werk war eine Gipsbüste Puschkins (1900–1902) für den Arbeiterlesesaal hinter dem Newa-Tor. 1904 schuf er das Bronze-Granit-Grabdenkmal für Gleb Iwanowitsch Uspenski auf dem St. Petersburger Wolkowo-Friedhof, 1906 das S. M. Wassilew-Denkmal auf dem St. Petersburger Nowodewitschi-Friedhof und 1907 das Bronze-Granit-Denkmal für Nikolai Georgijewitsch Garin-Michailowski auf dem Wolkowo-Friedhof. 1912 leitete er das Projekt für den Bau des Schlosses Schwalbennest an der Südküste der Krim. 1913 erstellte er das Bronze-Granit-Denkmal für Stepan Ossipowitsch Makarow auf der zentralen Jakornaja Ploschtschad in Kronstadt. 1914 folgte das Granit-Marmor-Denkmal für A. W. Tischtschenko auf dem St. Petersburger Smolensk-Friedhof. 1910–1917 arbeitete er an Michail Alexandrowitsch Wrubels Denkmal, das aber nur bis zu einem Gipsentwurf gedieh und im Russischen Museum steht.
Nach der Oktoberrevolution ließ sich Sherwood für die Realisierung des leninschen Programms der Monumentalpropaganda gewinnen. Das erste Werk dieses Programms war Sherwoods Büste des Philosophen Alexander Nikolajewitsch Radischtschew. Gipsabgüsse wurden in Moskau und St. Petersburg aufgestellt. Die St. Petersburger Gipsbüste stürzte bei einem Frühjahrssturm 1919 vom Sockel und zerbrach, so dass der Bronzeguss dort nicht mehr möglich war. Das Moskauer Radischtschew-Denkmal wurde im Oktober 1918 auf der Triumfalnaja Ploschtschad eingeweiht und Mitte der 1930er Jahre bei der Umgestaltung des Platzes in das 1934 gegründete Moskauer Architektur-Museum (später nach dem Gründer und ersten Direktor Alexei Wiktorowitsch Schtschussew benannt) überführt. 1918–1919 schuf er ein Alexander-Iwanowitsch-Herzen-Denkmal, das nicht erhalten ist. Das 1927 entstandene Gipsporträt von  Pjotr Lasarewitsch Woikow befindet sich im Russischen Museum, während Stalins Bronzeporträt von 1927 im Museum für Politische Geschichte in St. Petersburg zu finden ist. 1933 schuf er den Wächter in Gips, der ein Musterbeispiel einer Sozrealismus-Skulptur wurde. Ursprünglich stand er vor dem Eingang in den Park des Zentralhauses der Roten Armee und steht jetzt in der Tretjakow-Galerie. 1936 wurde das Ilja-Iljitsch-Metschnikow-Denkmal auf dem Gelände des Krankenhauses Peter der Große in Leningrad eingeweiht.
Neben seiner bildhauerischen Tätigkeit lehrte Sherwood seit 1918 an der früheren St. Petersburger Akademie der Künste. Zu seinen Schülerinnen gehörten Sarra Dmitrijewna Lebedewa, Sulamith Anbinder und Maria Schockel-Rostowskaja. 1937 erschienen seine Erinnerungen. 1952 gab es eine Jubiläumsausstellung mit Sherwoods Werken.
Sherwood wurde auf dem Leningrader Wolkowo-Friedhof an den Literatenbrücken begraben. Er war verheiratet mit Olga Modestowna Hackel und hatte neun Kinder. 1968 erschien zum Jubiläum der Roten Armee auf einer Briefmarke der Post der UdSSR Sherwoods Wächter vor dem DneproGES-Damm.

## Ehrungen
- Orden des Roten Banners der Arbeit
- Verdienter Künstler der RSFSR (1946)

## Werke

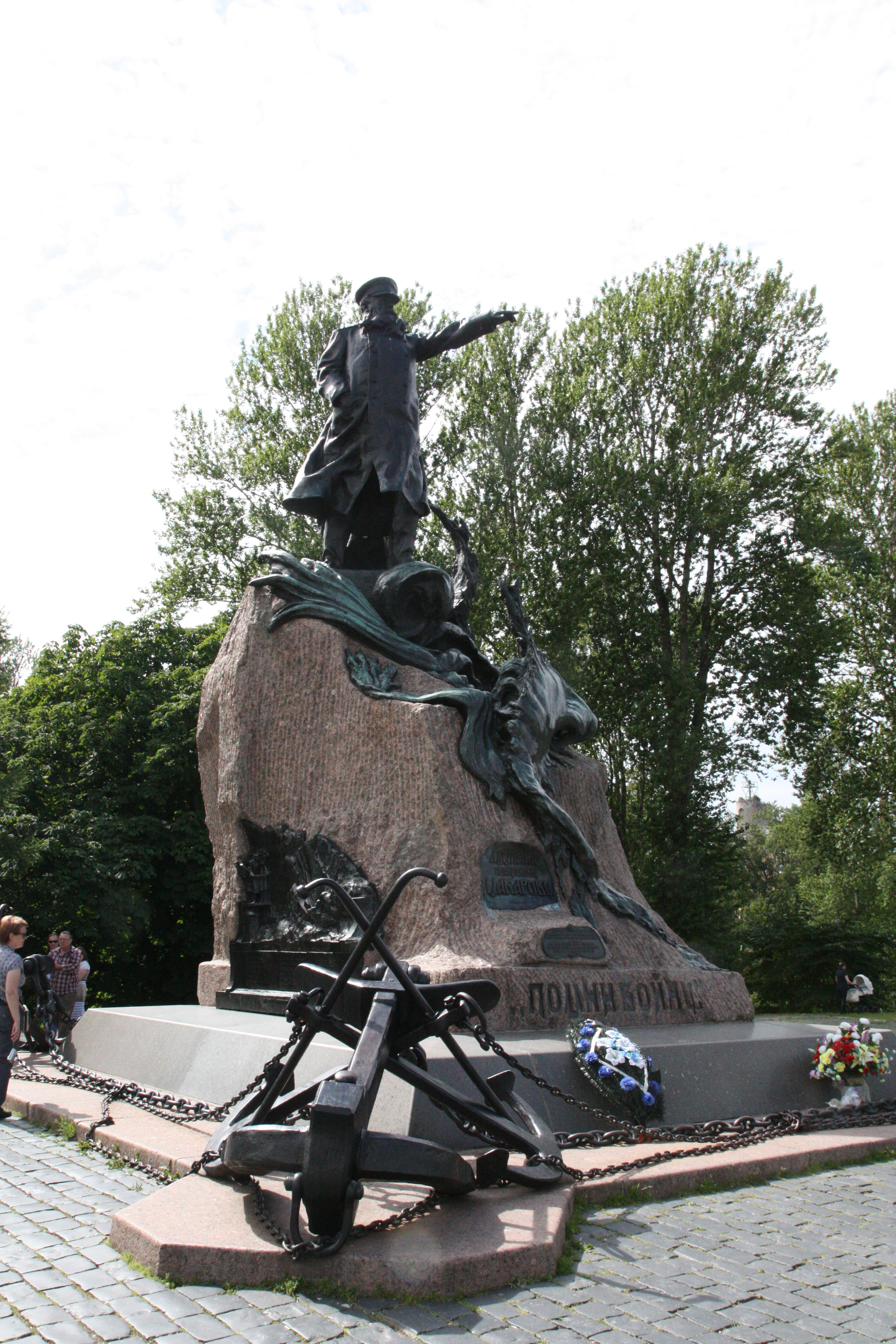
Makarow-Denkmal, Kronstadt
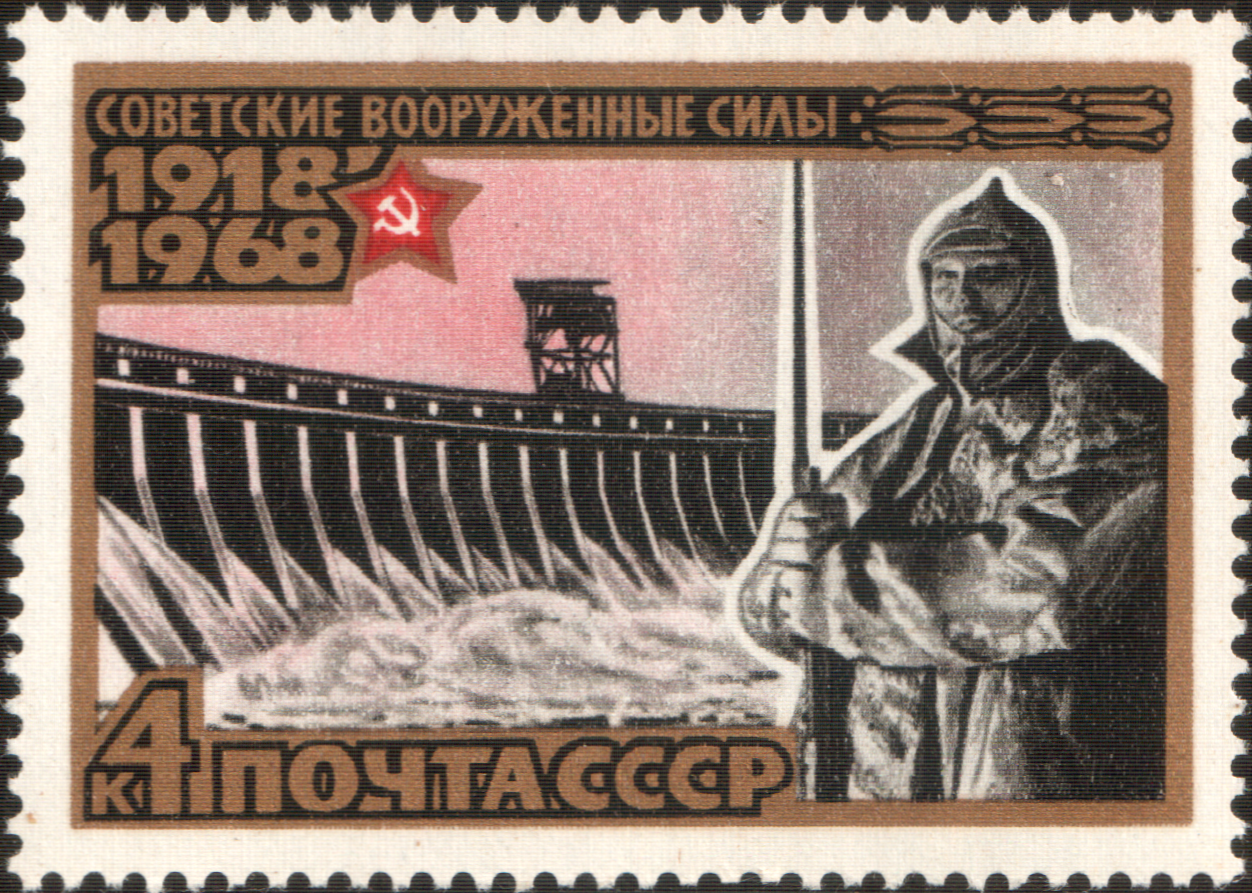
Der Wächter, Briefmarke der Post der UdSSR 1968